# Biecz

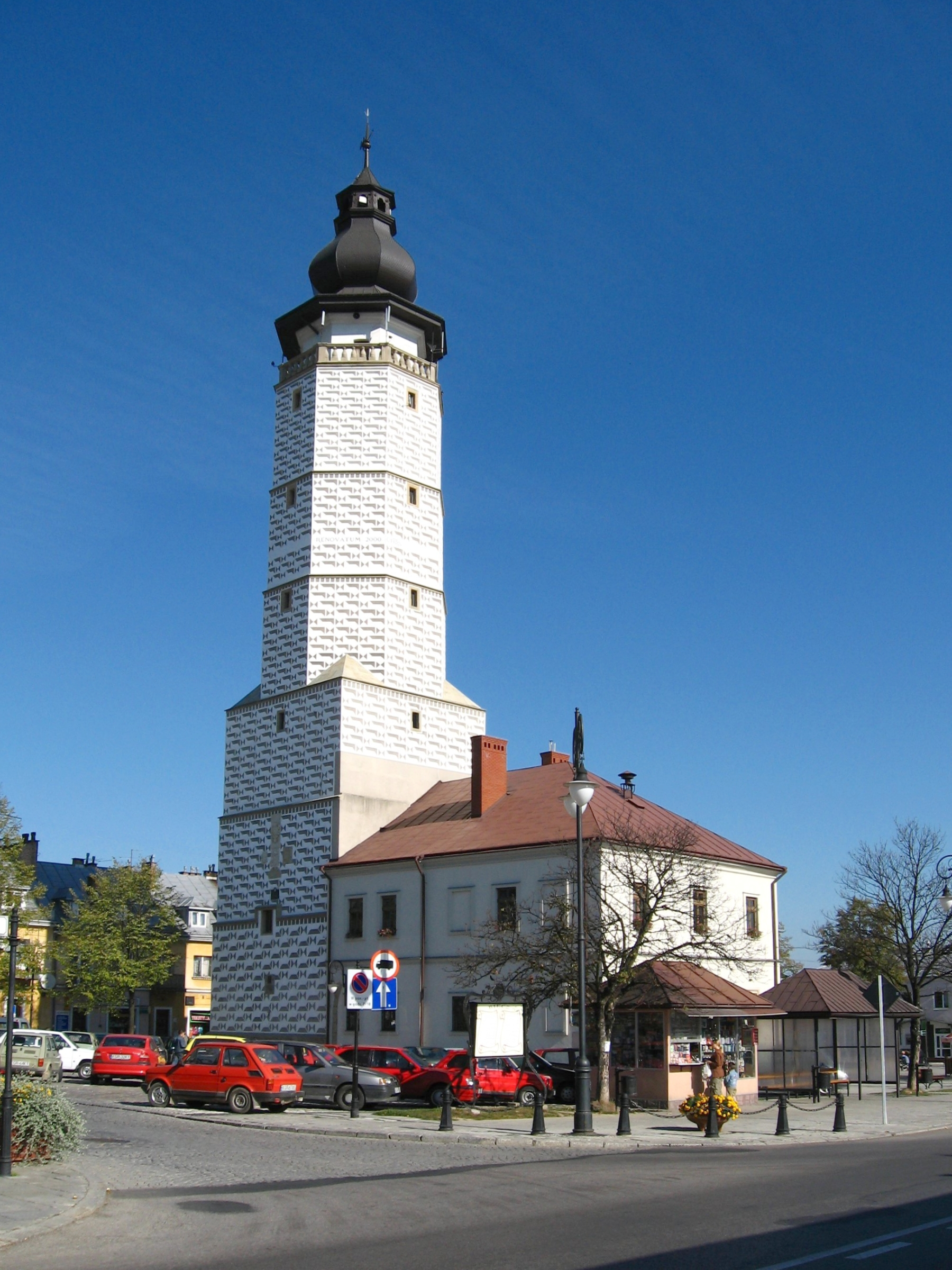
Stadshuset i Biecz.

Biecz (tyska: Beitsch) är en stad i Lillpolens vojvodskap i södra Polen med omkring 4 575 invånare (år 2001). Biecz ligger 50 km öster om Nowy Sącz.